# Elman Service
Elman Rogers Service (* 18. Mai 1915 in Tecumseh, Michigan; † 14. November 1996) war ein US-amerikanischer Ethnologe.
Service erwarb seinen BA 1941 an der University of Michigan und seinen Ph.D. in Anthropologie 1951 an der Columbia University, wo er von 1949 bis 1953 unterrichtete. Er kehrte nach Michigan zurück und lehrte dort bis 1969, den Rest seiner akademischen Karriere verbrachte er an der University of California in Santa Barbara. Er wurde 1985 emeritiert.
Während seines Studiums in Michigan ging er nach Spanien und kämpfte in der Abraham-Lincoln-Brigade gegen Franco. Im Zweiten Weltkrieg war er in der US Army. An der Columbia University war er Teil der linken Mundial Upheaval Society.
Service erforschte die Ethnologie der lateinamerikanischen Indianer, die kulturelle Evolution sowie die Theorie und Methode der Ethnologie. Er studierte die kulturelle Evolution in Paraguay sowie Kulturen in Lateinamerika und der Karibik. Diese Studien veranlassten ihn zu Theorien über soziale Systeme und den Aufstieg des Staates als ein System der politischen Organisation.
Er war der Geschäftsführer und Schatzmeister der American Ethnological Society und Mitglied der American Anthropological Association.

## Theorien
Service klassifizierte die soziale Evolution in vier Stufen, die gleichzeitig die vier Ebenen der politischen Organisation sind: Horde, Stamm, Häuptlingstum und Staat.
Er entwickelte auch die Theorie der „Wohltaten des Managements“, wonach Chef-Gesellschaften sich entwickeln, weil es wegen der zentralisierten Führung förderlich war. Der Anführer hilft den Nachfolgern, die mit der Zeit immer komplexer werden, wovon die ganze Gesellschaft profitiert. Das sichert die Macht des Anführers und erlaubt das Wachstum der bürokratischen Organisation.
Service lieferte auch eine Integrationstheorie. Er glaubte, dass frühere Zivilisationen nicht durch Eigentum geschichtet waren, sondern lediglich durch ungleiche politische Macht, nicht durch ungleichen Zugang zu Ressourcen. Er glaubte, es gäbe keine wirklichen Konflikte zwischen den Schichten, sondern nur Machtstreitigkeiten zwischen der politischen Elite. Monumente entstehen durch freiwillige Unterstützung, nicht indem sie der Anführer der Bevölkerung aufzwingt.

### Vierstufiges Entwicklungsmodell der politischen Organisation
Zur Klassifikation politischer Systeme wird häufig die Typologie von Elman Rogers Service herangezogen. Er entwickelte in den 1960ern anhand seiner Forschungen zur soziokulturellen Evolution der lateinamerikanischen Indianer ein Modell zur Entwicklung von Gesellschaften in vier Stufen, die jeweils eine eigene politische Organisationsform ausbilden:
1. Hordengesellschaft (25 bis etwa 100 Mitglieder, selten mehr)
2. Stammesgesellschaft (bis etwa 5.000 Mitglieder)
3. Häuptlingstum (bis etwa 20.000 Mitglieder)
4. Staat (unbegrenzte Mitglieder)

In diesem Entwicklungsschema bilden verwandtschaftliche Beziehungen eine wesentliche Grundlage. Das ist auch der Fall bei anderen Klassifikationsschemata politischer Systeme, die in der Politikethnologie (englisch political anthropology) entwickelt wurden. Service’ Modell ist vergleichsweise weiter verbreitet als die Typologie des US-amerikanischen Ethnologen Morton Fried, der in den 1960ern die Entwicklung von Gesellschaften in vier andersartige Stufen einteilte: gleichrangig → rangstufig → geschichtet → staatlich.
Beide Modelle werden heute als „evolutionistisch“ kritisiert und relativiert, außerdem gibt es ethnische oder indigene Gesellschaften mit politischen Strukturen (beispielsweise in Ozeanien mit big men statt Häuptlingen), die sich nicht innerhalb der Modelle einordnen lassen. Der Verwandtschaft wird heute eine untergeordnete Rolle zugeschrieben, sie wird vorrangig unter dem Gesichtspunkt ihrer Nützlichkeit für die politische Aktion betrachtet.
Die vier Einteilungen von Elman Service sind allerdings noch gebräuchlich. Sie wurden auch in der Archäologie aufgegriffen, um sehr frühe menschliche Gesellschaften zu klassifizieren und ihren Entwicklungsprozess zu beschreiben.

### Hordengesellschaft
Die ursprüngliche und einfachste Gesellschaftsform ist nach Elman Service die „Hordengesellschaft“ (englisch band society). Dabei handelt es sich um kleine Gesellschaften mit bis zu 100 Mitgliedern, den Wildbeuter-Horden, die zur Ausbeutung wild wachsender/lebender Nahrungsquellen jahreszeitlich wandern müssen. Die Mitglieder einer Horde sind in der Regel familiär eng miteinander verbunden (verwandt oder verschwägert) und leben ohne formelle Führung. Führungspositionen werden je nach konkreter Aufgabe verteilt, entsprechend besteht zwischen den Mitgliedern auch kein deutlicher wirtschaftlicher Unterschied. Der politische Sektor ist auf dieser Gesellschaftsstufe kaum ausgeprägt, die Grundlage der sozialen Prozesse bildet die gemeinsame Verwandtschaft.
Da diese Horden nomadisieren, leben sie zumeist in jahreszeitlich wechselnden Lagern (vergleiche die Wortherkunft von „Horde“), zu denen weitere Plätze wie etwa Schlachtplätze oder Übergangslager, aber auch Plätze der Werkzeugherstellung kommen. Dort können auch Unterkunfts- oder Unterschlupfmöglichkeiten vorhanden sein. Sofern Horden einer Religion oder einem Kult nachgehen, geht Elman Service davon aus, dass es sich dabei um einen Schamanen-Kult handelt.
Heutige Beispiele von Hordengesellschaften finden sich bei den afrikanischen Pygmäen und den Buschleuten (San), den australischen Aborigines und den Eskimos im nördlichen Polargebiet (siehe Heutige Jäger-und-Sammler-Völker).
Die Archäologie geht davon aus, dass die meisten Gesellschaften der Altsteinzeit in Horden organisiert waren, auch als „mobile Gruppen von Jägern und Sammlern“ bezeichnet. Mittlerweile wird auch dem Fischfang eine wichtige Bedeutung beigemessen, er kann als natürliche Ressource zu einer gewissen Sesshaftigkeit und damit zur Vergrößerung von Gruppen geführt haben.

### Stammesgesellschaft
Aus den Horden (bands) entwickelten sich aufgrund komplexer Vorgänge im Laufe der Geschichte Stämme (tribes). Diese sind vor allem größer als die beweglichen Horden, zählen aber kaum mehr als einige tausend Mitglieder. Elman Service unterteilt solche Stammesgesellschaften (tribal societies) entsprechend ihrer Subsistenzgrundlage in zwei grundlegende Gruppen:
- sesshafte Bauern, mit angebauten Pflanzen als Nahrungsgrundlage
- nomadisierende Viehhalter, mit einem domestizierten Viehbestand als intensive Nahrungsgrundlage

Die Mitglieder eines Stammes gehören kleineren Gemeinschaften an, die jedoch verwandtschaftlich zu einer größeren Gesellschaft verbunden sind. Stammesgesellschaften können bereits flache Hierarchien aufweisen, die Führungspersonen oder -ämter verfügen jedoch über keine wirtschaftliche Basis zur Durchsetzung ihrer Macht.
Stämme leben in der Regel in landwirtschaftlichen Gehöften (in verstreuten Siedlungsformen wie Weilern) oder in kleinen Dörfern (Haufendörfer, Pueblos), wobei die Siedlungen einander gleichgestellt sind. Religiös verfügen solche Gesellschaften in der Regel über „Älteste“ und zeigen auch bereits kalendarische Rituale, darüber hinaus konnten auch entsprechende Grabhügel und Schreine nachgewiesen werden.
Moderne Beispiele solcher Gruppen sind Pueblos bei nordamerikanischen Indianern oder die afrikanischen Nuer- und Dinka-Völker.
Die Archäologie geht davon aus, dass die frühen Bauern der Jungsteinzeit in solchen Gesellschaften lebten, hierzu zählen etwa die Bewohner von Çatalhöyük (heutige Südtürkei, ab 7400 v. Chr.) oder die ersten Bauern der Donauzivilisation (um 4.500 v. Chr.).

### Häuptlingstum
Häuptlingstümer (chiefdom societies) unterscheiden sich von Stammesgesellschaften vor allem durch eine deutliche Hierarchie, die sich im sozialen Status der Gesellschaftsmitglieder niederschlägt. Dabei werden in der Regel Abstammungsgruppen (Lineages) auf einem prestigegegründeten System eingestuft: Das Mitglied mit der höchstwertigen Abstammung regiert die Gesellschaft als führendes Oberhaupt (englisch chief, deutsch Häuptling). Nun bestimmt sich der Status und Rang einer einzelnen Lineage durch die Nähe der Beziehung zu diesem Oberhaupt. Um eine Einteilung in soziale Klassen handelt es sich dabei aber noch nicht. Solche Gesellschaften haben meist zwischen 5.000 und 20.000 Mitglieder.
Das Wirtschaftssystem solcher Gesellschaften basiert auf einer zentralen Sammlung spezialisiert hergestellter Produkte, die dann vom Stammesoberhaupt wiederum verteilt werden. In der Regel verfügt ein Häuptlingstum auch über ein dauerhaftes, politisches und rituelles Zentrum, das häufig über Tempel, Wohngebäude für das Oberhaupt und seine Gefolgschaft und besonders spezialisierte Handwerker verfügt. Dieses Zentrum verfügt aber noch nicht über eine etablierte Bürokratie, trotzdem existierte eine klare Hierarchie zwischen den Siedlungen.
Moderne Beispiele solcher Gesellschaften sind die amerikanische Nordwestküstenkulturen und die Häuptlingstümer auf den Pazifikinseln Hawaii, Tahiti und Tonga im 18. Jahrhundert.
Die Archäologie klassifiziert einen Großteil der frühen metallverarbeitenden Gesellschaften als Häuptlingstümer oder Stammestümer, hierzu zählt beispielsweise die Bevölkerung von Moundville in Alabama (1000–1500 n. Chr.). Typisch für Häuptlingstümer sind auch die reichen Grabbeigaben bei der Bestattung ranghoher Gruppenmitglieder.

### Staat
Staaten sind die komplexeste Organisationsform von Gesellschaften und teilen besonders in ihrer frühen Form viele Eigenschaften mit den Häuptlingstümern. Im Gegensatz zu diesen verfügt das Oberhaupt eines Staates (beispielsweise ein König oder ein Senat) über die Autorität, Gesetze zu erlassen und durch institutionalisierte Gewalt auch Geltung zu verschaffen (etwa durch Armee oder Polizei).
Staatliche Gesellschaften sind nicht mehr allein durch verwandtschaftliche Beziehungen abhängig und in der Regel in verschiedene soziale Klassen gegliedert:
- Herrscher und ihre Verwandtschaft
- Priester
- Fachhandwerker
- Arbeiter in der Landwirtschaft, Leibeigene, arme Stadtbevölkerung

In der Regel ist die religiöse Führung von der politischen Herrschaft getrennt. Entsprechend existieren Tempel als religiöses und Paläste als politisches Zentrum. Das Territorium befindet sich im „Besitz“ der Herrscherklasse und wird gegen Steuern „verpachtet“. Diese Steuern werden von Beamten eingetrieben und anschließend an Regierung, Armee und Fachhandwerker verteilt.
Staaten zeigen üblicherweise eine städtische Siedlungsform, in der die Städte als Bevölkerungszentren eine hervorgehobene Rolle spielen und über Tempel, öffentliche Bauten und Arbeitsstätten der Verwaltungsbürokratie verfügen. Diese städtischen Zentren zeigen ihrerseits wiederum eine deutliche Hierarchie zwischen Hauptstadt, regionalen Zentren und dörflichen Gemeinschaften.
Alle modernen Staaten sind in dieser oder einer weiter entwickelten Form organisiert.
Die Archäologie geht davon aus, dass alle antiken Kulturen in Staaten lebten; die bekanntesten Beispiele sind die Superstaaten des Assyrerreiches, des Alexanderreiches und des Römischen Reiches.

## Werke
- Tobati: Paraguayan Town (1954)
- A Profile of Primitive Culture (1958)
- Evolution and Culture (mit Marshall Sahlins) (1960)
- Primitive Social Organization (1962)
- Profiles in Ethnology (1963)
- The Hunters (1966)
- Cultural Evolutionism (1971)
- Origins of the State and Civilization (1975)
  - Ursprünge des Staates und der Zivilisation, Suhrkamp, Frankfurt a. M., 1977.
- A Century of Controversy, Ethnological Issues from 1860 to 1960 (1985)